# Бёрде-Ламштедт
Бёрде-Ламштедт (нем. Börde Lamstedt) — союз общин в Германии, земля Нижняя Саксония, район Куксхафен. 
Население составляет 6018 человек (на 31 декабря 2019 года). Занимает площадь 177,08 км².

## Административное устройство
В союз общин Бёрде-Ламштедт входят следующие общины:
- Армсторф
- Ламштедт
- Миттельстенаэ
- Хольнзет
- Штинштедт